# Baron von Münchhausen
 For alternative betydninger, se Münchhausen. (Se også artikler, som begynder med Münchhausen)
Karl Friedrich Hieronymus, Baron von Münchhausen (født 11. maj 1720, død 22. februar 1797) var en tysk baron, der i eftertiden især er kendt for sine løgnehistorier, som er blevet genfortalt i mange versioner.
Baron von Münchhausen var søn af oberstløjtnant i kavaleriet Georg Otto von Münchhausen (1682 – 1724).

## Liv
Baron von Münchhausen blev født på slottet Bodenwerder og var som ung page hos fyrst Anton Ulrich II af Brunswick-Lüneburg. Han blev kornet i et Brunschwigsk Regiment og med Anton Ulrichs udnævnelse til feltmarskal i 1739 en del af det russiske kavaleri, hvor han tjente til 1750 og deltog i to krige mod tyrkerne. Han steg i graderne, først til kaptajn og til slut til ritmester. Herefter trak han sig tilbage og levede på sit gods, hvor han var optaget af jagt og samvær med sin udstrakte vennekreds.
I 1744 var han blevet gift med Jacobine von Dunten i Pernigel nær Duntes Muiža i Letland. Efter sin pensionering boede han på Bodenwerder med sin kone til hendes død 1790. Her var han kendt for sine vittige og overdrevne fortællinger, men samtidig blev han anset for en ærlig mand i forretningssager. Münchhausen giftede sig igen 1794, men ægteskabet endte med en opslidende og økonomisk katastrofal skilsmisse. Münchhausen døde barnløs 1797.
Münchhausen skal have fortalt utrolige historier om sine oplevelser fra tiden i hæren. Bl.a. om hvordan han red på en kanonkugle, foretog rejser til månen og undgik at synke i en sump ved at hive sig selv og sin hest op ved håret.

## Slægten von Münchhausen
Adelsslægten von Münchhausen havde hjemme i de nuværende delstater Niedersachsen og Sachsen-Anhalt. Det var i dette område, at den dansk-norske søhelt Peter Wessel Tordenskiold blev dræbt i en duel i 1720. Under duellen var baron von Münchhausens far (Oberstløjtnant Georg Otto von Münchhausen) sekundant for Tordenskiold.

## Fiktive beskrivelser
Historierne om Münchhausen blev først samlet og udgivet anonymt i 1781. En engelsk version blev udgivet i London 1785 af Rudolf Erich Raspe med titlen Baron Munchhausen's narrative of his marvellous Travels and Campaigns in Russia, også kaldet The Surprising Adventures of Baron Munchhausen. Det meste af det humoristiske materiale er dog lånt fra andre kilder. Faktisk var baronen ikke selv kendt for uærlighed i handlinger og sine påståede eventyr; så Raspes udgivelse skadede hans ry.
I 1786 oversatte Gottfried August Bürger Raspes historier til tysk og udvidede dem. Han udgav dem under titlen Wunderbare Reisen zu Wasser und zu Lande: Feldzüge und lustige Abenteuer des Freiherrn von Münchhausen ("Fantastiske rejser til lands og til vands: Baron von Münchhausens Felttog og komiske eventyr"). Bürgers version er i dag bedst kendt af tyske læsere.
I løbet af det 19. århundrede undergik historierne mange ændringer og fik udvidelser af adskillige større og mindre forfattere og blev oversat til talrige sprog. I alt er udgivet over 100 udgaver. I Rusland er historierne almindeligt udbredte og kendte. I 2005 blev en statue af Münchhausen rejst i byen Kaliningrad (Königsberg).
Det kan ikke med sikkerhed afgøres, hvor mange af historierne, der stammer fra baronen selv, men hovedparten af dem er baseret på folkelige fortællinger, der har cirkuleret mange hundrede år før Münchhausen blev født.
1875 udgaven
Baron Münchausens Eventyr og Rejser. Med illustrationer af Gustave Doré. 186 s. Kjøbenhavn, 1875. (1. danske udgave).

### 1887-udgaven
- Baron von Münchhausens merkværdige reiser og eventyr. Med 151 illustrationer af Gustave Doré og 2 billeder i farvetryk. 195 s. Kristiania, 1887 (1. norske udgave).

Indhold
- I. Baron von Münchhausens reise til Rusland og eventyr der.
- II. Jagthistorier.
- III. Anekdoter om baronens hunde og heste.
- IV. Eventyr i den tyrkiske krig.
- V. Eventyr i tyrkisk slaveri og paa hjemreisen.
- VI. Baron von Münchhausens eventyrlige søreiser.
- VII. Anden søreise.
- VIII. Tredje søreise.
- IX. Fjerde søreise.
- X. Baronen reiser til Kairo.
- XI. Fortsættelse.
- XII. Adjudantens berettelse.
- XIII. Iagttagelser og eventyr under Gibraltars beleiring.
- XIV. Baronen fortæller om sine forfædre.
- XV. Baronen reiser til ishavet.
- XVI. En søreise til Ostindien.
- XVII. Anden reise til maanen.
- XVIII. Reise igjennem jorden tilligemed flere andre merkværdige eventyr.

### Kunst
Münchhausens oplevelser er blevet behandlet i billedkunsten næsten lige så mange gange som Don Quijote, men det endelige visuelle præg skyldes især en udgave fra 1862 af hans eventyr, illustreret af franskmanden Gustave Doré.

### Filmatiseringer
Beretningen om Münchhausens oplevelser er filmatiseret flere gange. Den første vigtige udgave blev lavet i 1943, hvor Raspes bog blev filmatiseret i den tyske film Münchhausen instrueret af Josef von Báky med Hans Albers i titelrollen og Brigitte Horney som Katarina den Store. Manuskriptet er skrevet af Erich Kästner. I nyere tid instruerede Terry Gilliam i 1988 historien i Verdens største løgnhals (The Adventures of Baron Munchausen). Hovedrollen som baronen blev spillet af John Neville.

## Fandyrkelse
Der findes et selskab ved navn "Munchhausens Børnebørn" (Внучата Мюнхаузена) i Kaliningrad (Königsberg). Med hjælp fra søsterbyen Bodenwerder, der er baronens fødested, præsenterede selskabet en række of "historiske beviser" fra baronen i Königsberg: En antik "sølvthaler", der blev "returneret" til Kaliningrad af Bodenwerders borgmester, som betaling for et krus øl drukket af Münchhausen, udmøntet af Sankt Anna Ordenen og udstedt til baronen af Pavel 1. af Rusland for dennes "trofaste tjeneste", og desuden skelettet af den hval, i hvis mave baronen på et tidspunkt blev indespærret. Monumentet for Münchhausen skænket af Bodenwerder til Kaliningrad viser baronens berømte ridt på en kanonkugle.